# Sauromatès V du Bosphore
Pour les articles homonymes, voir Sauromatès.
Sauromatès V du Bosphore (grec moderne : Σαυροματης E') est un roi du Bosphore ayant régné vers le milieu du IVe siècle, de 341 à 370 selon certaines hypothèses.

## Origine
Selon Constantin Porphyrogénète, Sauromatès V est le petit-fils du « Sauromatès fils de Kriskoronos », contemporain du règne de l'empereur Dioclétien. Sur la base de  l'alternance des noms royaux Rhescuporis / Sauromatès dans la dynastie des rois du Bosphore, l'hypothèse a été avancée qu'il est le fils du roi mieux documenté Rhescuporis V (308-341), présenté alternativement par ailleurs comme le fils de Thothorsès.

## Règne
Les seules informations connues sur Sauromatès V proviennent de Constantin Porphyrogénète, qui écrit que, sous le règne de Constantin Ier, à l'époque où Byscus, fils de Supolichus, était protevon et stéphanophoros de Chersonèse, Sauromatès (V), petit-fils de Sauromatès fils de Kriskoronos, déclare la guerre aux Chersonites pour venger  les injures que son grand-père avait reçues dans la Lazique. Byscus conduit les Chersonites contre Sauromatès V et le défait totalement dans le lieu appelé Capha. La paix est restaurée entre les deux partis qui jurent réciproquement de respecter leurs frontières et de ne plus envahir leurs territoires respectifs. Sauromatès V retourne dans le royaume du  Bosphore, et les Chersonites chez eux.

## Postérité
Constantin Porphyrogénète évoque ensuite « quelques années après » un autre Sauromatès VI dont il ne précise pas la parenté avec Sauromatès V, qui conteste les décisions prises à Capha et attaque la cité de Chersonèse.